# 아달람
아달람(독일어: Adalram: ?-836년 1월 4일)은 8세기 초 바이에른에서 활동한 성직자다.
819년경 잘츠부르크 대교구의 대부제를 지냈고, 821년 아르노 폰 잘츠부르크 대주교의 후임으로 대주교가 되었다. 824년 루도비쿠스 1세 피우스 황제의 요청으로 교황 에우제니오 2세에게서 견대를 받아왔다.
대주교로서 아달람은 판노니아와 케른텐의 슬라브족에 대한 선교를 계속했고, 오토(Otto)를 슬라브족 담당 부주교로 임명했다. 또한 판노니아 니트라(오늘날의 슬로바키아)에 교회를 세웠다. 그 즈음 판노니아의 슬라브족 공후 프리비나가 기독교도 아내를 맞았기 때문에, 이 교회는 그 아내를 위한 것이리라 추측된다.
아달람은 여러 필사본의 제작에 관여했는데, 바이에른 주립도서관에 소장된 Clm 15817번이 대표적이다. 이 필사본에는 아우구스티누스의 여러 저술과 『성자 쿠트베르투스의 삶』의 가장 초기 판본 등이 보존되어 있다. 또한 아우구스티누스 저술이 보존된 Clm 14098번은 아달람이 바이에른 공작 루도비쿠스 게르마니쿠스에게 헌정한 것이다.

## 참고 자료
- Bostock, John Knight; King, Kenneth Charles; McLintock, D. R. (1976), A Handbook on Old High German Literature 2판, Oxford: Oxford University Press, ISBN 0-19-815392-9
- Bullough, Donald C. (1998), “A Neglected Early-Ninth-Century Manuscript of the Lindisfarne Vita S. Cuthberti”, Anglo-Saxon England 27: 105–137, doi:10.1017/S0263675100004828, ISSN 0263-6751
- Fletcher, Richard (1997), The Barbarian Conversion: From Paganism to Christianity, Berkeley: University of California Press, ISBN 0-520-21859-0
- Klein, Herbert, s.v. "Adalram", in Neue Deutsche Biographie (NDB) volume 1 (Duncker & Humblot, Berlin 1953), p. 49